# Yémen
République du Yémen
(ar) الجمهورية اليمنية / al-jumhūriyya al-yamaniyya
Le Yémen (en arabe : اليَمَن / al-yaman), en forme longue la république du Yémen (en arabe : ﺍﻟﺠﻤﻬﻮﺭﯾّﺔ اليمنية / al-jumhūriyya al-yamaniyya), est un pays d’Asie de l’Ouest, plus précisément du Moyen-Orient, il est situé à la pointe sud-ouest de la péninsule d'Arabie. Il possède une frontière terrestre avec l’Arabie saoudite au nord et avec Oman au nord-est, et une frontière maritime avec Djibouti et l'Érythrée à l'ouest et la Somalie au sud. Il présente une importante façade maritime sur le golfe d'Aden, une moindre sur la mer Rouge, et contrôle, avec Djibouti, le détroit de Bab-el-Mandeb qui mène vers le canal de Suez. Sa capitale, Sanaa, se situe dans l'ouest du pays, et son principal port est Aden.
Le Yémen est l'un des plus anciens berceaux de la civilisation au Moyen-Orient. Dans l'Antiquité, le pays était un territoire du royaume de Saba. Il est aussi l'une des premières nations à adopter l'islam et constitue également un important centre de la théologie chaféite. L’actuelle nation yéménite est née de la réunion de la république démocratique populaire du Yémen (Yémen du Sud) et de la république arabe du Yémen (Yémen du Nord), le 22 mai 1990. L'histoire du pays est marquée par une forte instabilité politique, qui continue de nos jours.
L'Arabie saoudite, depuis 2015, a lancé un blocus qui empêche l'importation de produits alimentaires, déclenchant la plus grande crise humanitaire du moment. Le Yémen se classe 183e sur 191 pays à l'indice de développement humain de l'ONU en 2021 avec un IDH de 0,455 contre 0,383 en 1990.

## Étymologie
En arabe, Yemen signifie « la droite ». En effet, les anciens Sémites avaient pris l'habitude de s'orienter en regardant le soleil levant, c'est-à-dire vers l'est. Le sud était alors situé à leur droite, tandis que le nord était désigné sous le terme de ash-shamal, qui dérive du mot al-ashmal signifiant « la gauche ».
Le terme arabe « al-yiumna » qui signifie « prospérité », expliquerait aussi l'interprétation selon laquelle le sud en général et le Yémen en particulier seraient associés à la richesse, d'où le surnom d'« Arabie Heureuse » qui lui a été attribué jadis. Il se trouve, en effet, que le Yémen est l'une des zones les plus irriguées de la péninsule arabique.
Par ailleurs, Yémen a aussi désigné les territoires au sud de la capitale Sanaa, par opposition au Cham, l'extrême nord du pays.

## Histoire

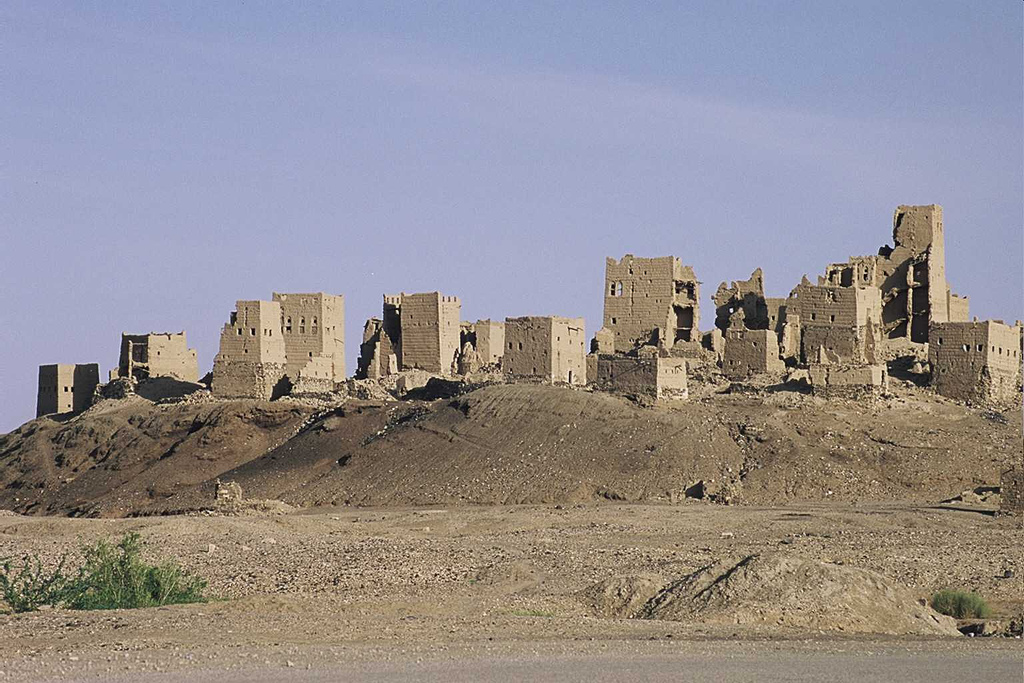
Vue des ruines de l'antique Marib, ancienne capitale des royaumes de Saba et d'Himyar dont la prospérité est liée à l'irrigation permise par le barrage.

Des traces de civilisation apparaissent dans les montagnes du nord du Yémen dès le Ve millénaire av. J.-C..
À partir du XIIe siècle av. J.-C., les principaux royaumes sudarabiques commencèrent à prendre forme. Ils se nommaient Saba, Hadramaout, Qataban et Ma’in. Le plus puissant, Saba (en arabe : سَـبَـأ) est connu par ses mentions dans la Bible et dans le Coran. Les souverains sabéens portaient le titre de « mukarrib », signifiant « unificateur » ou « roi-prêtre ». Vers 700 av. J.-C, les Sabéens construisirent le grand barrage de Marib, pour résister aux crues soudaines et saisonnières qui déferlaient dans la vallée. L'ouvrage est considéré comme une merveille d’ingénierie du monde antique et l'un des plus beaux exemples d’architecture de la péninsule Arabique.
Selon l'historien Jean-Claude Grenier, les sociétés sudarabiques furent les « championnes de l'irrigation » et à Marib, « plus qu'ailleurs, les hommes ont su être des jardiniers du paysage ». En effet, les premiers programmes d'irrigation à grande échelle au Yémen commencèrent au IIIe millénaire av. J.-C.,. 
À son apogée, sous le règne de Karib'il Watar, le royaume de Saba étendit sa souveraineté sur une grande partie de l’Arabie du Sud et dans le nord de l'Éthiopie et de l'Érythrée actuelles. Les Sabéens y fondèrent plusieurs colonies de peuplement. L'influence sabéenne en Éthiopie et en Érythrée se retrouve d'ailleurs dans l'architecture, la religion et les nombreuses inscriptions présentes,.
Au IIIe siècle av. J.-C., les royaumes de Qataban, Hadramout et Ma’in deviennent indépendants de Saba. Ils le restent jusqu'à l'unification du Yémen par Shammar Yahri'sh, souverain d'Himyar. Sous la domination himyarite, le Yémen connut une nouvelle période de prospérité et de stabilité. Les Himyarites profitèrent du commerce maritime, étendant leur autorité et leur influence jusqu'en Afrique de l'Est. Par l’intermédiaire du gouverneur de Maʿafir, les souverains himyarites établirent leur domination sur l'Azania et ses ports,.
Durant le règne d'Abîkarib As'ad (380-440 de notre ère), Himyar prit le contrôle de l'Arabie centrale (Nejd). Le judaïsme devint la religion officielle de l'étatà la suite de la conversion d'Abîkarib As'ad. Les princes des grandes tribus et le peuple se convertirent, conduisant au déclin et à la disparition du paganisme en Arabie du Sud.
Le VIe siècle voit se produire de graves troubles religieux, mais aussi le déclin politique de l'empire himyarite. Ainsi, vers 470 eut lieu le martyre d'Azqir, sous le règne de Sharahbi'îl Ya'far. Une lutte religieuse se développe entre chrétiens et juifs sous couvert d'une guerre civile.

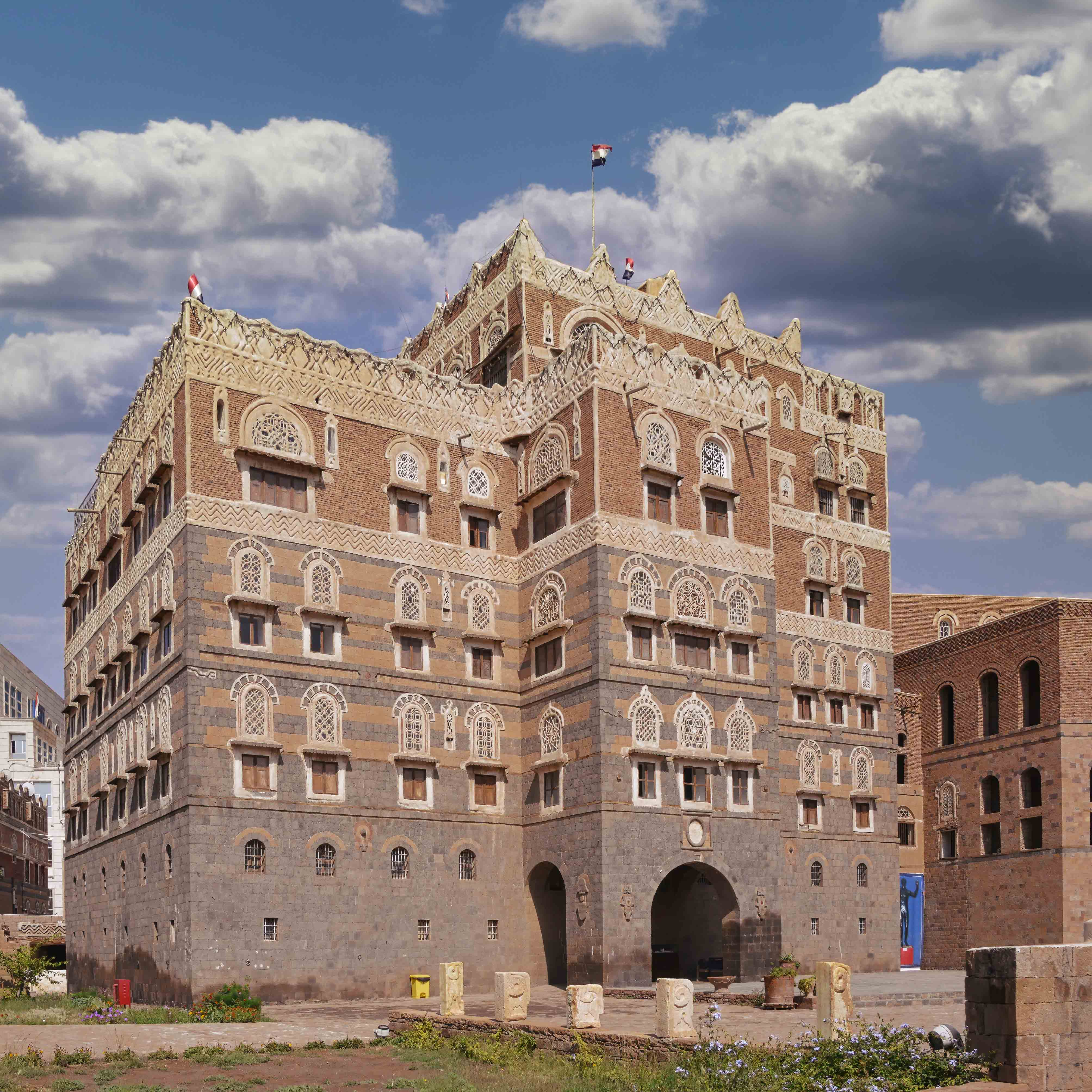
Musée national du Yémen à Sanaa.

Dès 519, le roi d'Éthiopie Kaleb Ella Asbeha soutient activement le coup d'État du chrétien Madîkarib Yafur. Mais en juin 522, il est exécuté par le monarque juif Yusuf As'ar Yath'ar, qui s'empresse de prendre le pouvoir. Il lance une grande persécution contre les chrétiens, dont l'apogée se situe en novembre 523 avec le martyre de saint Aréthas à Najrân. 
Mais l'Empire est impuissant à contrer la grande invasion du pays en 525 par le royaume d'Aksoum. Le roi Yusuf se suicide. Himyar entretient alors des relations diplomatiques avec Aksoum et avec l'Empire byzantin, puis avec les Sassanides. Himyar devient alors un protectorat aksoumite puis sassanide pendant une courte période, jusqu'à l'arrivée de l'Islam dans le pays.
Vers 630, Badhan, le gouverneur sassanide du Yémen, se convertit à l'Islam. Les habitants du pays se convertirent aussi et le Yémen devint rapidement islamisé. La confédération des Banu Hamdan fut d'ailleurs l'une des premières à se convertir.
Durant la période du Califat Rashidun, le Yémen entra dans une nouvelle période de stabilité. Les tribus yéménites ont joué un rôle central dans les conquêtes islamiques de l’Égypte, de l’Irak, de la Perse, du Levant, de l’Anatolie, du Maghreb, de la Sicile et de l’Andalousie,. Les tribus yéménites installées en Syrie ont contribué de manière significative à la solidification de la domination Omeyyade, en particulier sous le règne de Marwān Ier.
Le Yémen connut ensuite la domination successive des Abbassides, des Ayyoubides, des Ziyadides, des Sulayhides, des Rassoulides et des Tahirides, des Zayidis et brièvement, des Ottomans. Entre 1902 et 1904, une frontière qui sépare le Nord ottoman et le Sud britannique est tracée et perdure jusqu'à l'unification en 1990.

### Yémen du Nord et Yémen du Sud
En 1585, les Ottomans occupent la partie nord du Yémen mais en sont chassés dès 1608 par les imams Al-Mansur al-Qasim et Al-Mu’ayyad Muhammad,.

En 1835, l’imamat Zayidi commença à décliner. Au sud, les Britanniques occupent Aden en 1839 afin de contrôler la route des Indes et au nord les Ottomans profitent de l'instabilité politique et envahissent le pays en 1873, l'occupant jusqu'en 1918.
La monarchie (imamat), qui portait le nom de Royaume Mutawakkilite du Yémen, est abolie en 1962 et la partie nord du pays prend le nom de république arabe du Yémen (Yémen du Nord), où une guerre civile dure jusqu'en 1970.
La partie sud du Yémen correspond à l'ancienne colonie britannique, formée progressivement à partir de 1839 autour du port d'Aden. Après le départ des troupes britanniques, la fédération d'Arabie du Sud et le protectorat d'Arabie du Sud se regroupent en 1967 pour former un nouvel État indépendant, la république démocratique populaire du Yémen (Yémen du Sud), d'orientation pro-soviétique.

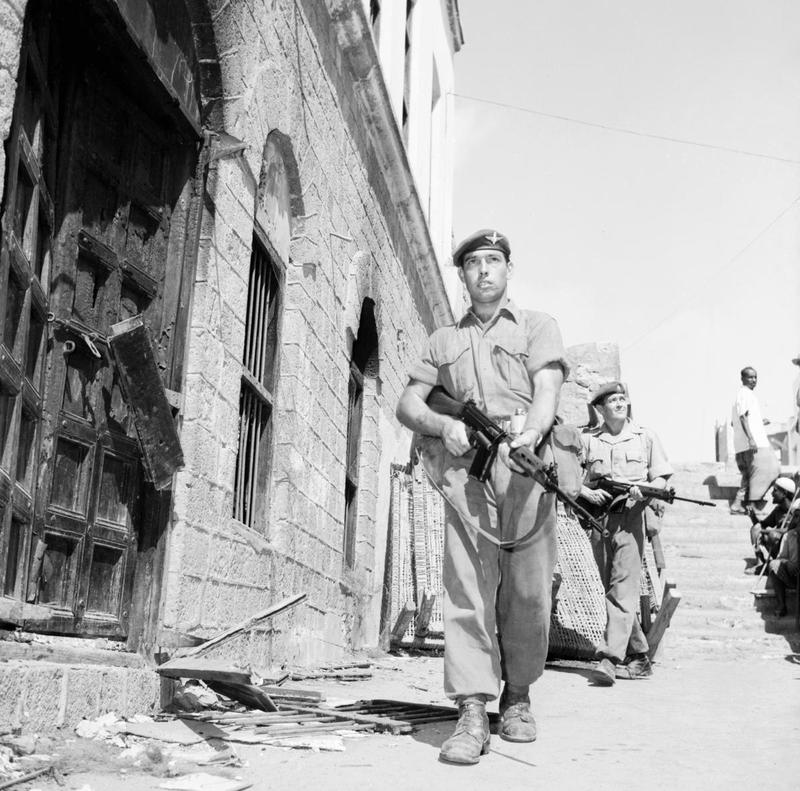
Des parachutistes britanniques patrouillent après des émeutes dans la région d'Aden, novembre 1956

Les positions révolutionnaires du gouvernement du Yémen du Sud provoquent son isolement au sein de la péninsule arabique. Les monarchies absolues de la région se considèrent menacées, voyant le Yémen du Sud comme l’avant-garde de mouvements révolutionnaires potentiels dans leurs propres États. Ceux-ci, en particulier l’Arabie saoudite, favorisent l'isolement économique du pays et soutiennent les incursions armées de groupe d'opposition, forçant le régime à privilégier les dépenses militaires et la défense au détriment du développement. Le Yémen du Sud est la cible de plusieurs interventions militaires : de l’Arabie saoudite en octobre 1968, décembre 1969 et novembre 1970 ; de la part du Yémen du Nord en septembre et octobre 1972 ; et l’aviation britannique bombarda et rasa en mai 1972 la ville de Hauf.
Les difficultés économiques sont par ailleurs accentuées par la fermeture du canal de Suez à partir de juin 1967 (sur lequel reposait une grande partie des activités du port d’Aden) et par la fuite de l’élite économique du secteur privé, emportant avec elle ses actifs financiers. L’arrière-pays, essentiellement désertique, ne présente qu'un potentiel limité.
Malgré cet environnement hostile, le régime du Yémen du Sud adopte des réformes politiques, sociales et économiques significatives : éducation universelle, service de santé gratuit, égalité formelle pour les femmes. Le gouvernement tente également de lutter contre le tribalisme. L’écart entre les conditions de vie rurales et urbaines est considérablement réduit ; le régime, dont une partie des dirigeants était d’origine rurale, veillait à ce que les campagnes ne soient pas négligées malgré leur faible densité de population et l'étendue géographique du pays. Pour autant, les conflits récurrents entre factions à l'intérieur du pouvoir finiront par saper sa crédibilité.

### Histoire contemporaine

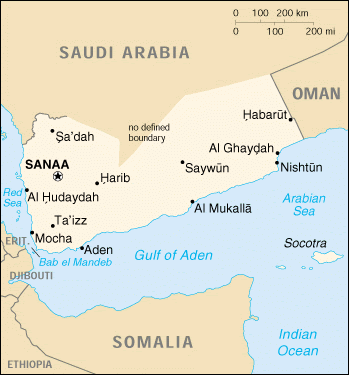
Carte du Yémen de 1990 jusqu'au traité du 12 juin 2000

Le 22 mai 1990, le Yémen du Nord et le Yémen du Sud se réunissent pour former la république du Yémen actuelle.
La même année, le Yémen soutient l'Irak durant la première guerre du Golfe (sans pour autant valider son annexion du Koweït) ce qui lui vaut des représailles de la part des États-Unis : la monnaie est attaquée et fortement dévaluée, l'Arabie saoudite suit l'allié américain et expulse de son territoire le million de travailleurs yéménites privant des millions de familles de ressources.
En 1994, le sud du Yémen tente en vain de faire de nouveau sécession. Le conflit fait 7 000 à 10 000 morts.
Au début des années 2000, le gouvernement doit faire face à des mouvements rebelles islamistes, en particulier l'insurrection des Houthis. En 2004, les affrontements près de la frontière avec l'Arabie saoudite ont fait environ 400 morts. Depuis 2004, le Yémen est aussi confronté à une rébellion armée de la minorité chiite zaïdite dans le gouvernorat de Sa'dah (nord-ouest), qui ne reconnait pas le régime du président Ali Abdallah Saleh, au pouvoir depuis 1990. Au début du mois d'avril 2005, les forces du gouvernement ont attaqué la position des rebelles dans les montagnes du nord-ouest du pays ; trois semaines de combats dans la province de Sa'dah ont provoqué la mort d'environ 200 personnes. En 2009, la guerre civile continue toujours et l'ONU compte 150 000 déplacés. Depuis le 4 novembre 2009, l'Arabie saoudite intervient militairement contre la rébellion. Malgré un ancrage officiel dans le camp occidental et une coopération pour le contrôle de ses côtes, le pays reste un foyer d'instabilité.

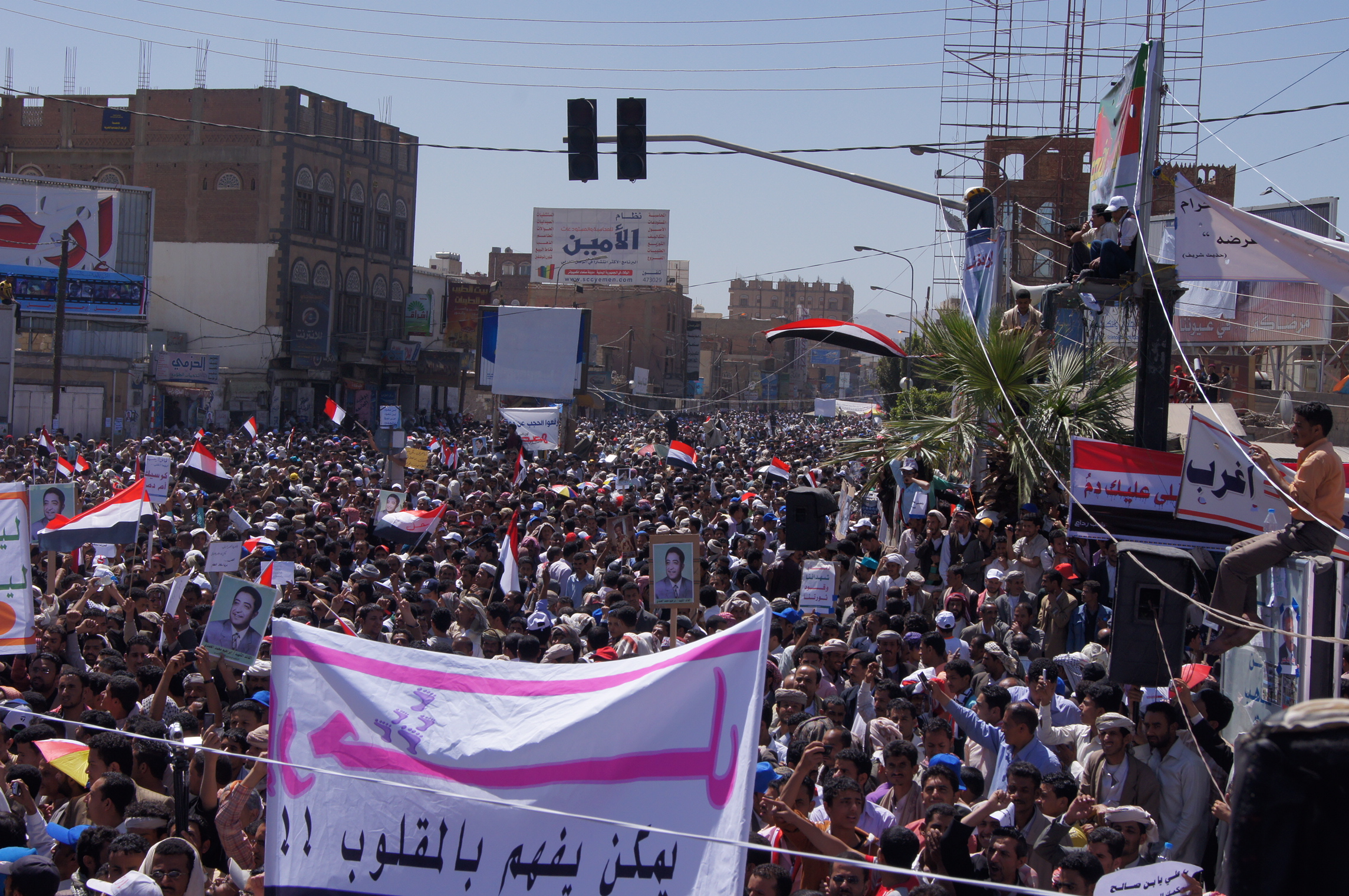
Révolution yéménite, 2011.

Début 2011 survient la « révolte yéménite de 2011 » désignant un mouvement de contestation de grande ampleur se déroulant au début de l'année 2011 à Sana'a et dans plusieurs autres villes du Yémen. S'inspirant des précédents tunisien et égyptien, les manifestants réclament la démocratie, la fin de la corruption et de la mainmise du congrès général du peuple (CGP, au pouvoir), de meilleures conditions de vie et le départ du président Ali Abdallah Saleh, au pouvoir depuis 22 ans. Les protestations ont par la suite dégénéré en révolte à la suite de l'insurrection de combattants tribaux.

Carte de la guerre civile du Yémen, situation en 2020.
Territoire contrôlé par les loyalistes.
Territoire contrôlé par les Houthis.
Territoire contrôlé par les djihadistes d'AQPA et de l'EI au Yémen.
Territoire contrôlé par le Conseil de transition du Sud.

Le nouveau président élu en 2012, Abdrabbo Mansour Hadi, ne parvient pas à mettre en place les recommandations du dialogue national établi après la révolution populaire de 2011 et la chute d'Ali Abdallah Saleh. Débordé en septembre 2014 par le mouvement chiite houthiste, venu de l'extrême nord du pays, et par certains éléments de l'armée, il est contraint à la démission en janvier 2015, lorsque les houthistes s'emparent du palais présidentiel. Il se réfugie en février à Aden, port stratégique du sud du pays, qui plonge dans les violences inter-confessionnelles et les attaques terroristes. Fin mars, alors que les rebelles houthis s'emparent peu à peu d'Aden, le président Hadi fuit le pays et se réfugie en Arabie saoudite.
À partir de mars 2015, une coalition de plusieurs pays arabes sunnites dirigée par l'Arabie saoudite lance de nombreuses frappes aériennes contre les positions rebelles houthis.
L’ancien président Ali Abdallah Saleh est tué le 4 décembre 2017 lors de la bataille de Sanaa contre les Houthis.
En décembre 2017, l'ONU indique que plus de huit millions de personnes sont « à deux doigts de la famine » en raison du blocus des ports. Plus d'un million de personnes sont par ailleurs atteintes du choléra d'après le Comité international de la Croix-Rouge.
Un communiqué de la Ligue des droits de l'homme (France), en date du 14 mai 2019, relaie dix-sept ONG qui dénoncent des menaces de poursuites judiciaires pesant sur les journalistes français Geoffrey Livolsi et Mathias Destal, du média d’investigation Disclose, et Benoît Collombat, de la cellule investigation de Radio France, qui ont enquêté sur la présence d’armes françaises dans le conflit au Yémen et qui sont entendus par la Direction générale de la sécurité intérieure (DGSI) dans le cadre d’une enquête préliminaire pour « compromission du secret de la défense nationale » ouverte par le parquet de Paris après le dépôt d’une plainte par le ministère des Armées.
En mai 2022, selon un nouveau rapport publié par trois organisations des droits de l'homme (Amnesty International, ECCHR et Center Delàs for Peace Studies), la compagnie Airbus Defence and Space a transféré des armes aux Émirats arabes unis et à l'Arabie saoudite, qui ont été utilisées au Yémen entre 2015 et juin 2021, pour commettre des attaques contre des hôpitaux, des écoles et contre des civils, s'assimilant à des crimes de guerre.
Selon les sources des Nations unies, près de 20 000 personnes auraient été tuées ou blessées par plus de 25 000 raids aériens de la coalition et 2,5 millions de personnes ont été déplacées à l'intérieur du pays depuis 2015. En outre, les trois organisations demandent au gouvernement espagnol de mettre en place une enquête indépendante, menée par des experts en droit international des droits de l'homme et en droit international humanitaire ainsi que la suspension de toute licence pour l'entretien et l'exportation des pièces et composants des avions de combat,.
En juin 2022, après la publication d'un rapport sur la participation des armes espagnoles dans la guerre du Yémen, trois organisations de défense des droits de l'homme (ECCHR, Mwatana et Sherpa International), déposent une plainte contre trois sociétés d'armes françaises (Dassault Aviation, Thales et MBDA), à Paris, avec le soutien d'Amnesty International, pour la vente d'armes à l'Arabie saoudite et aux Émirats arabes unis ainsi que pour l'utilisation de ces armes dans la guerre civile du Yémen,.

## Politique

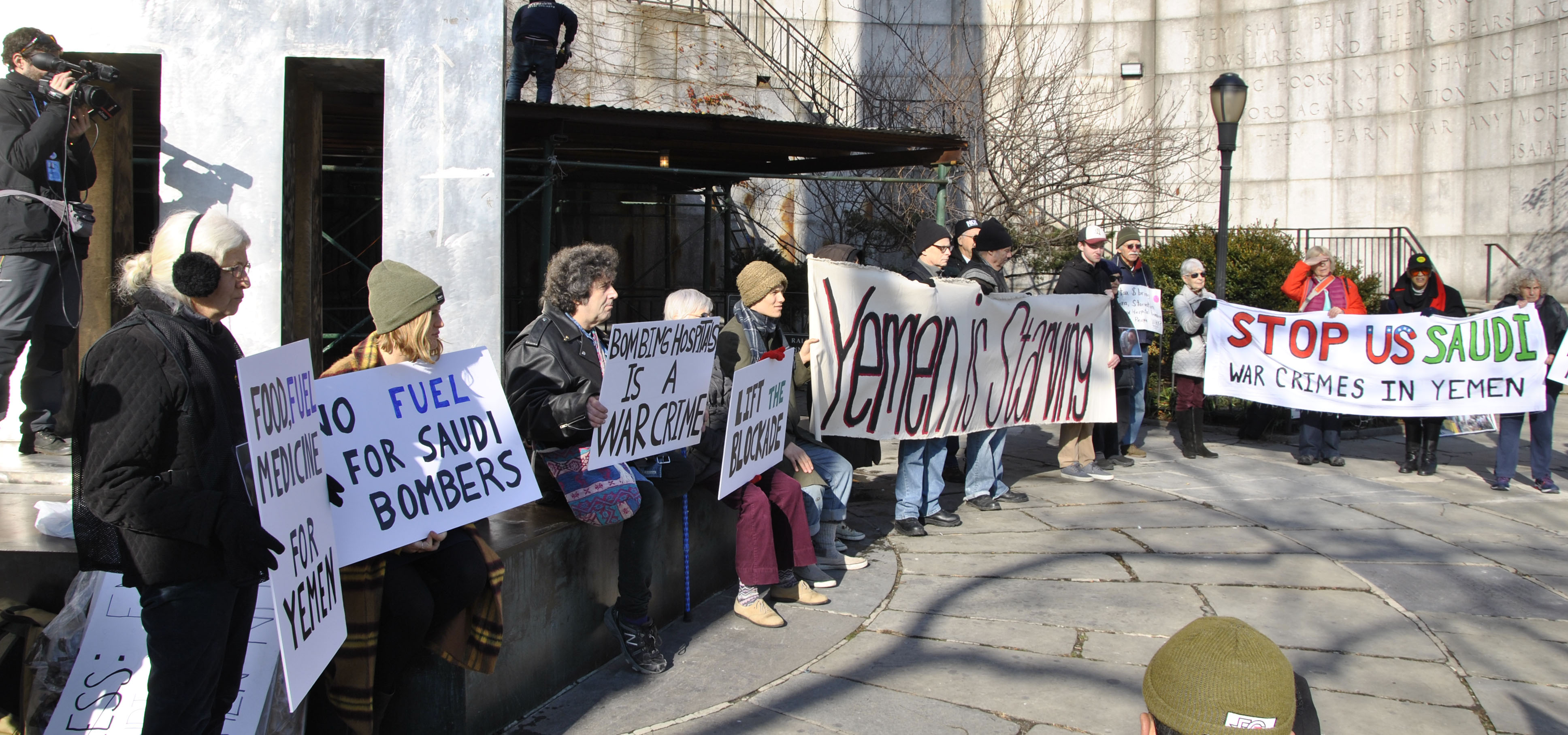
Manifestation contre la guerre à New York, 2017.

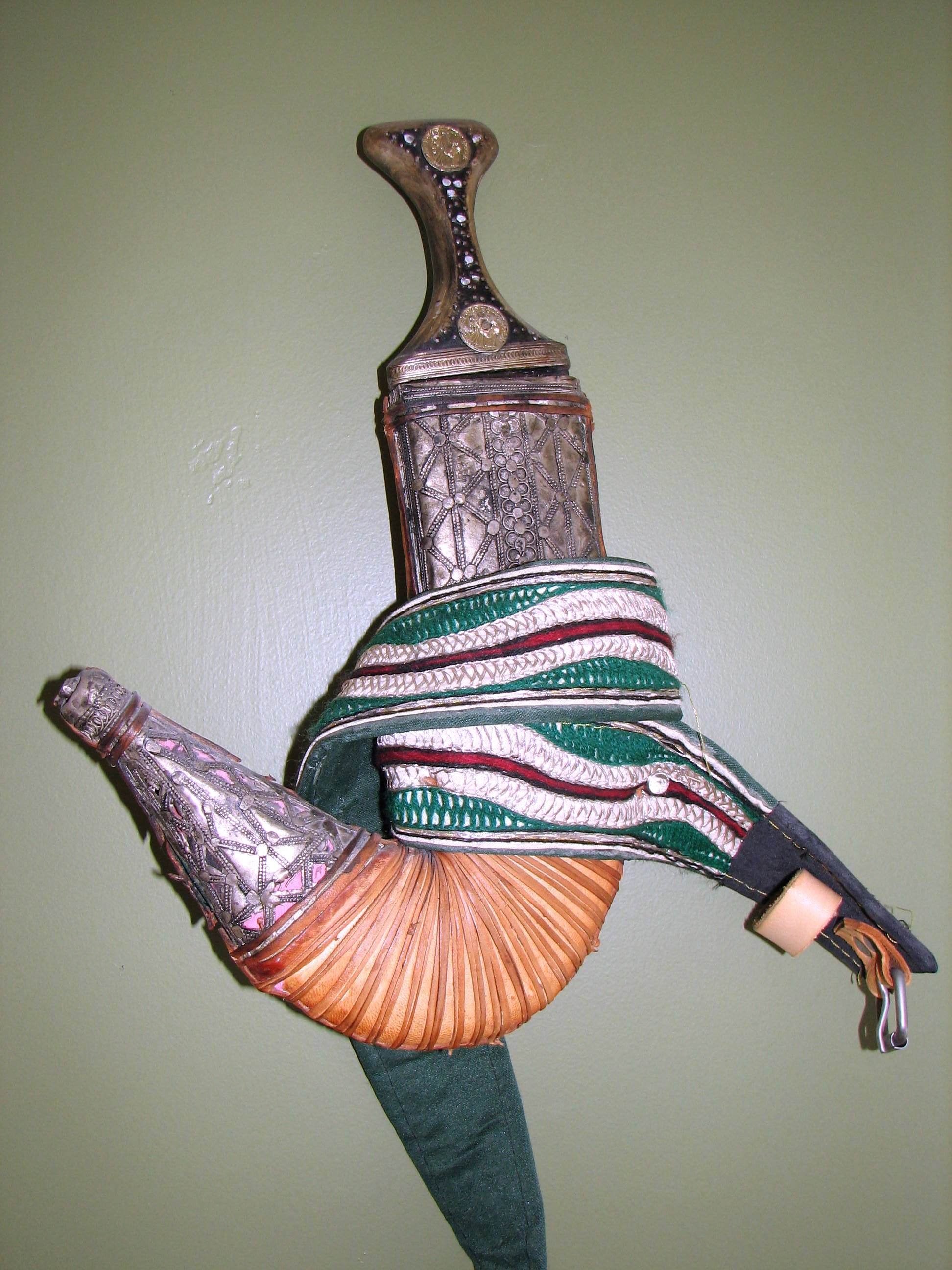
Janbiya dans son étui.

Le Yémen est une république. Le droit de vote est accordé à tous les citoyens de plus de 18 ans. La Constitution, du 16 mai 1991, a été amendée le 29 septembre 1994.
Le président est élu pour un mandat de sept ans. Le vice-président et le Premier ministre sont nommés par le président.[réf. nécessaire]
Le président est le chef de l'État, tandis que le Premier ministre est le chef du gouvernement.
Le pouvoir législatif est exercé par une seule chambre de 301 sièges, renouvelée tous les quatre ans.
Le droit du Yémen est basé sur le droit islamique, le droit britannique et les coutumes locales.[réf. nécessaire]
La Cour suprême est la plus haute instance du pouvoir judiciaire, mais en pratique, en dehors des grandes villes, la stricte application de la charia est en place. L'apostasie de l'islam est interdite et passible de la peine de mort.
En 1997, Oras Sultan Naji et Oulouf Bakhoubaïra sont les deux premières femmes élues comme députées au Yémen. Naji est réélue en 2003. En 2010, celle-ci est la seule femme à siéger à la chambre basse.

### Droits de l'homme

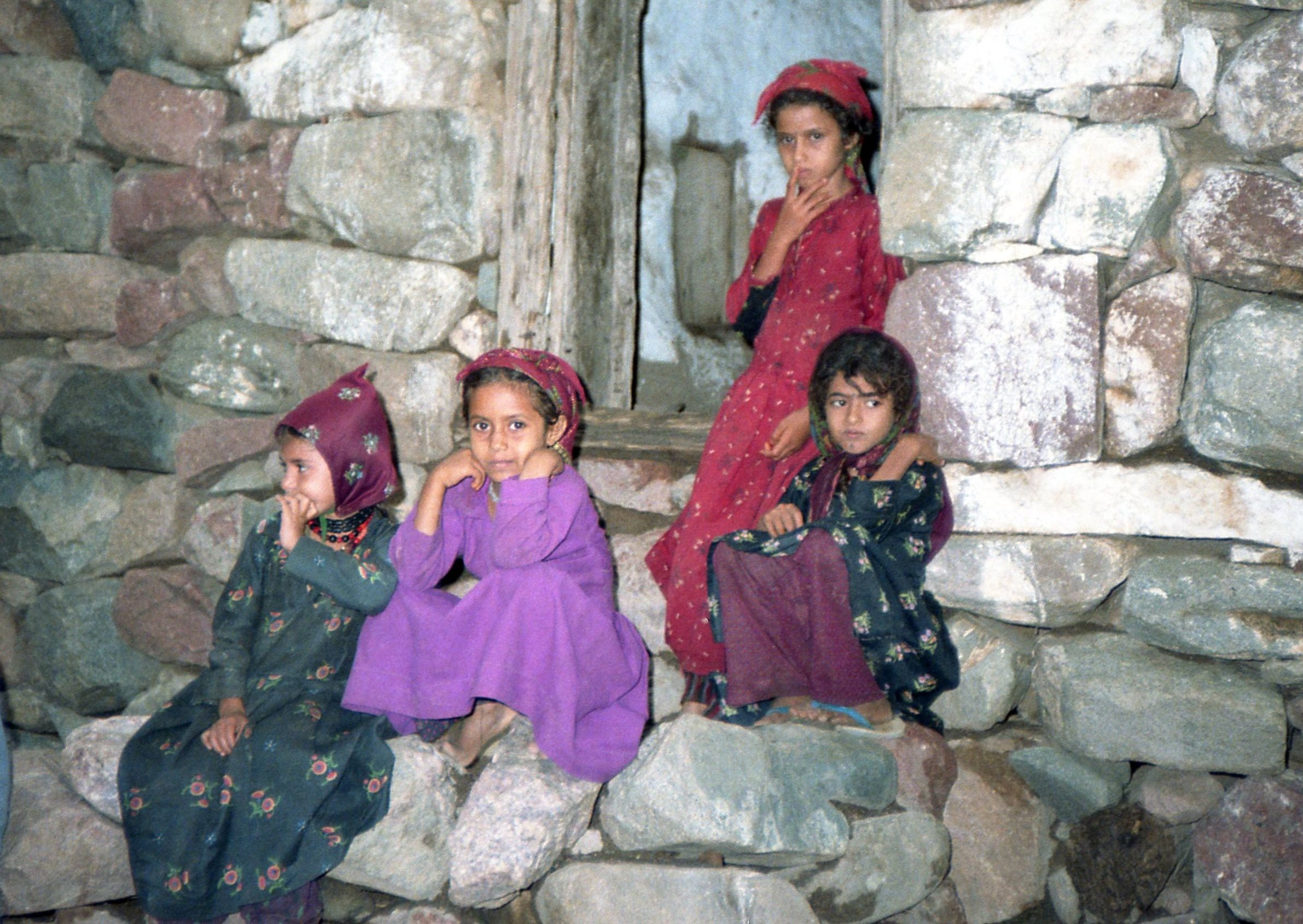
Petites filles du Yémen, en 1986.

Des écarts importants existent entre les obligations auxquelles le Yémen a souscrit en tant que membre des Nations unies, et l'application de la charia et de lois tribales.
La situation des droits de l'homme au Yémen a été examinée par le Conseil des droits de l'homme des Nations unies pour la première fois entre mai et septembre 2009 lors de l'examen périodique universel (EPU). Le Yémen a accepté d'appliquer plus de cent recommandations des membres du Conseil. Tout en promettant de réaliser des progrès en mettant sur pied une commission nationale des droits de l'homme et en légiférant sur l'âge minimum du mariage, il a fermement rejeté l'abolition de la peine de mort. En 2009, des condamnations à des peines de flagellation ont été appliquées.
Le gouvernement et les forces de l'ordre, en proie à la corruption, ont été responsables de cas de torture, d'exécutions sans procès et de traitements inhumains. Des arrestations arbitraires ont eu lieu, particulièrement au sud du pays, ainsi que des fouilles abusives de maisons. La détention préventive prolongée représente un sérieux problème, et le processus judiciaire est miné par la corruption, l'ingérence du pouvoir exécutif et l'inefficacité. La liberté de la presse et de religion et la libre expression sont restreintes.
Human Rights Watch a rapporté de la discrimination et de la violence envers les femmes et a dénoncé l'abolition de l'âge minimum du mariage pour les femmes, fixé à 15 ans. L'arrivée de la puberté est souvent établie comme le moment du mariage. La médiatisation du cas de Nojoud Ali, fillette de dix ans divorcée, a introduit la question du mariage des enfants non seulement au Yémen, mais à travers le monde. Des formes de préjugés hostiles envers les personnes handicapées et les minorités religieuses ont également été signalées.
La censure est activement pratiquée. En 2005, une loi obligeait les journalistes à révéler leurs sources dans certaines circonstances. Le gouvernement a aussi augmenté significativement les frais de création d'un journal et d'un site Internet. Violant la constitution, les forces de l'ordre interceptent régulièrement les communications téléphoniques et Internet. Les journalistes critiques du gouvernement sont souvent harcelés et menacés par la police. Le pays compte plusieurs prisonniers d'opinion, selon Amnesty International.

## Géographie

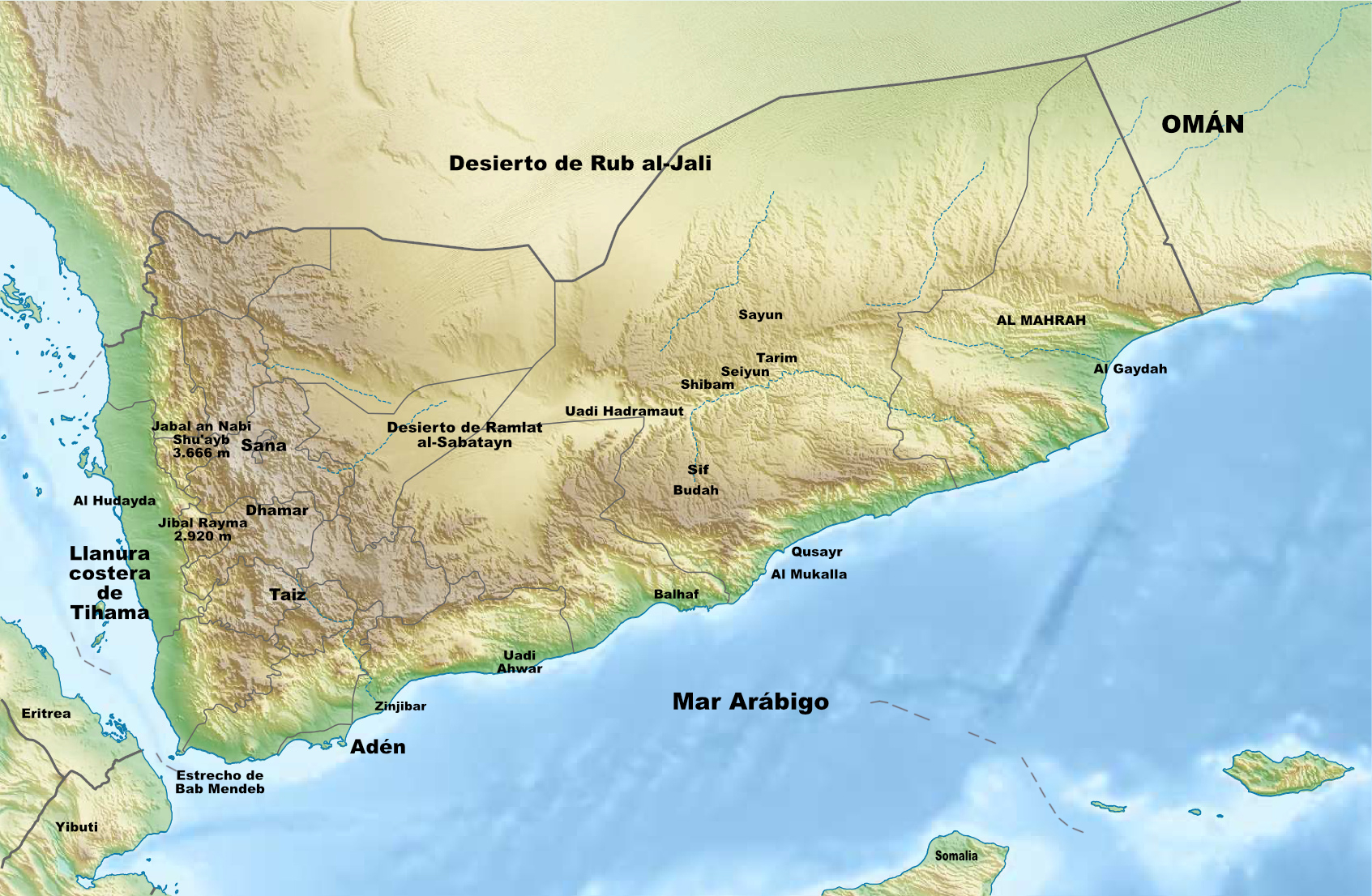
Relief du Yémen.

Pays du Proche-Orient, au sud de l'Arabie saoudite et entouré par le golfe d'Aden, la mer Rouge, Oman, le Yémen couvre une surface de 527 970 km2.
Plusieurs îles font partie du territoire yéménite : l'île de Kamaran en mer Rouge, l'îlot de Périm qui commande l'accès à la mer Rouge par le détroit de Bab-el-Mandeb, et l'île de Socotra (la plus grande des îles) dans l'océan Indien.
Le Yémen possède 1 906 km de côtes. Le relief est caractérisé à l'ouest par de hautes montagnes. Celles-ci sont constituées par la partie méridionale des monts Sarawat, dont le Jabal an Nabi Shu'ayb, haut de 3 666 m est le point culminant. Il est aussi la plus haute montagne de la péninsule arabique. Six autres sommets dépassent les 3 000 m, parmi lesquels le Jabal al Qullah, deuxième cime du pays.
Le climat est aride sauf dans les régions montagneuses qui peuvent même souffrir d'inondations. Très chaud et humide le long de la côte ouest, tempéré dans les montagnes occidentales aussi affectées par les moussons. Le désert situé dans l'est du pays, l'Hadramaout, est très chaud et sec.
Le pays souffre de désertification et de manque d'eau. Il est souvent touché par les tempêtes de sable.

### Divisions administratives

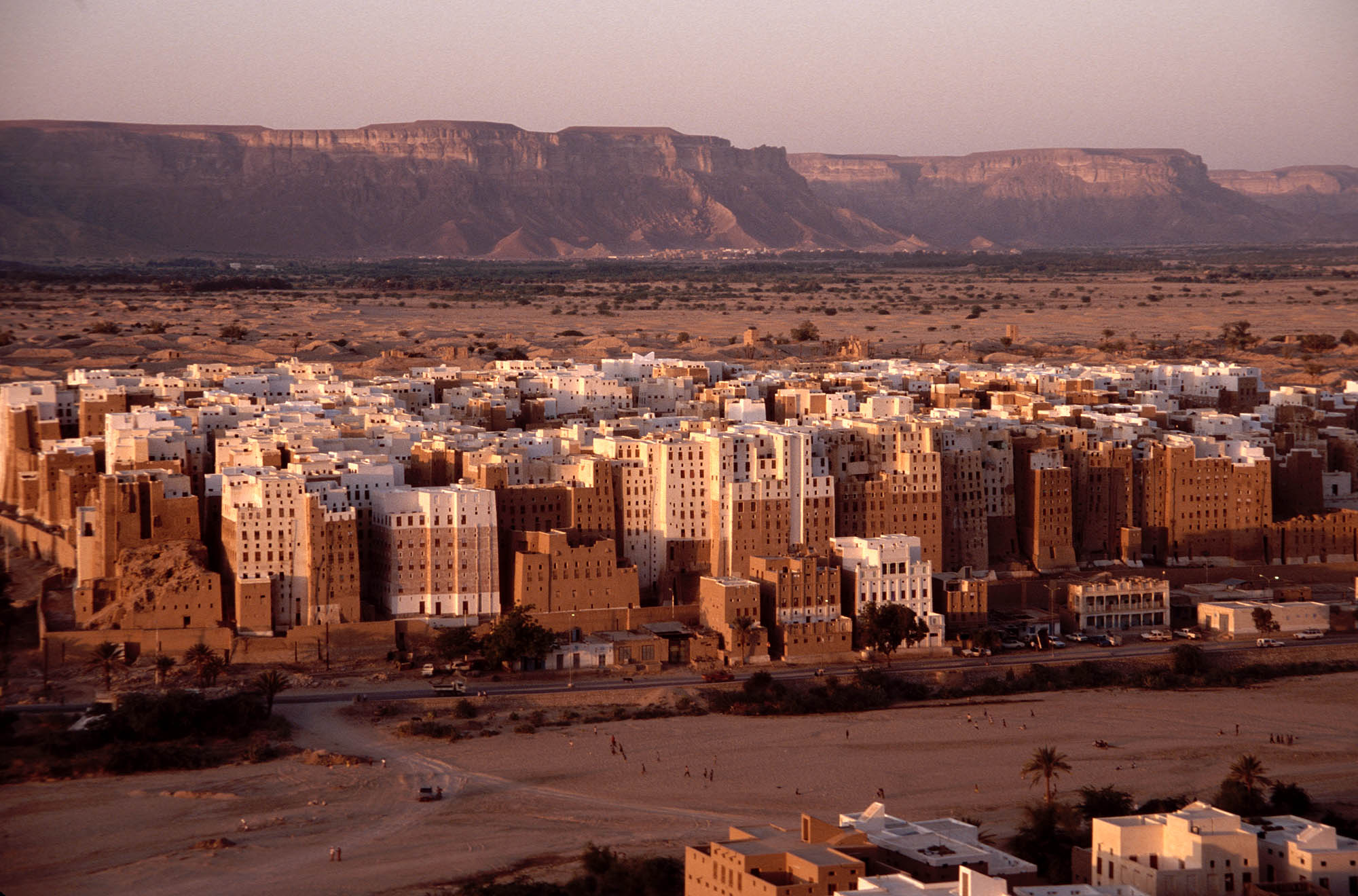
Chibam, Hadhramaout.

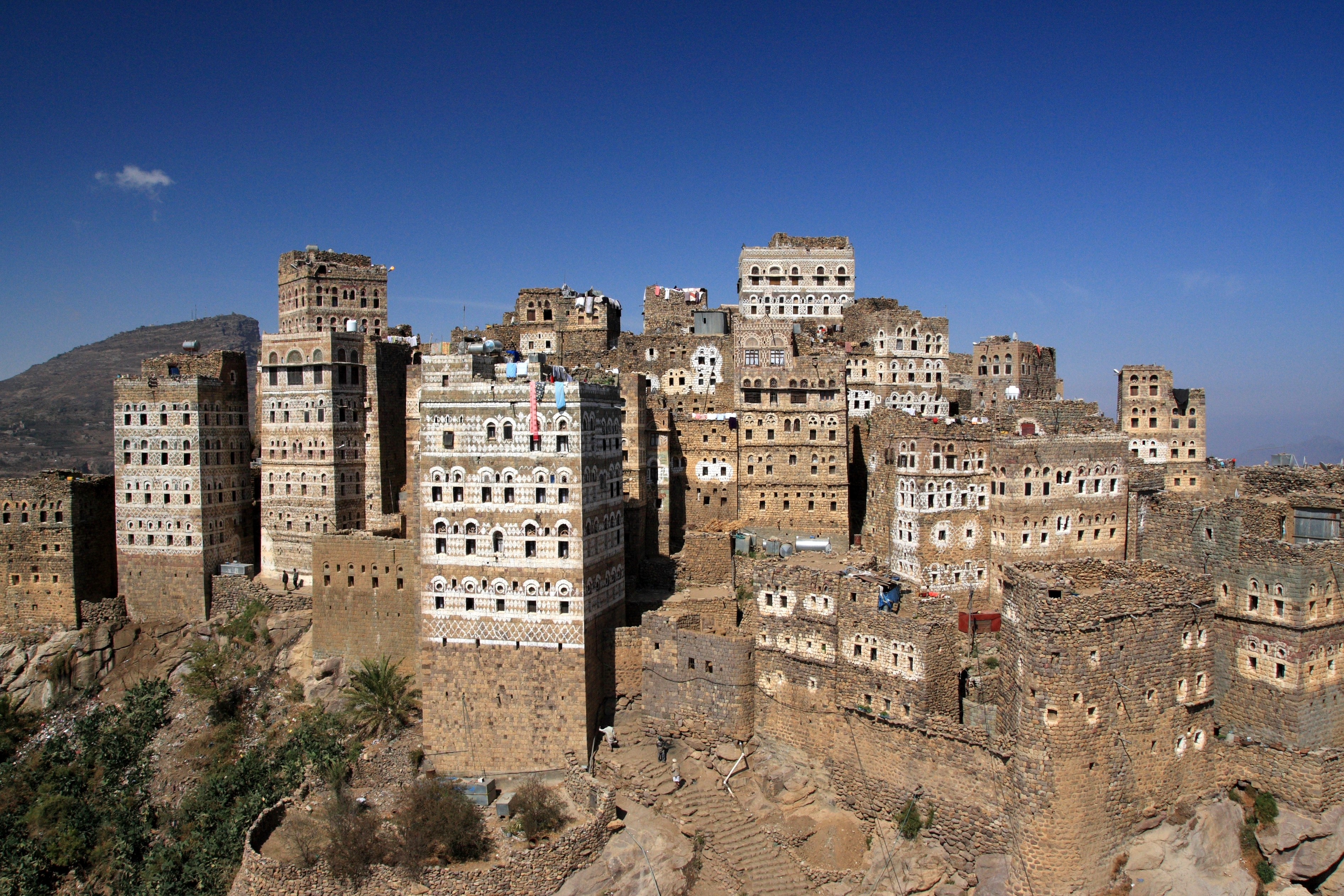
Gouvernorat de Sanaa.

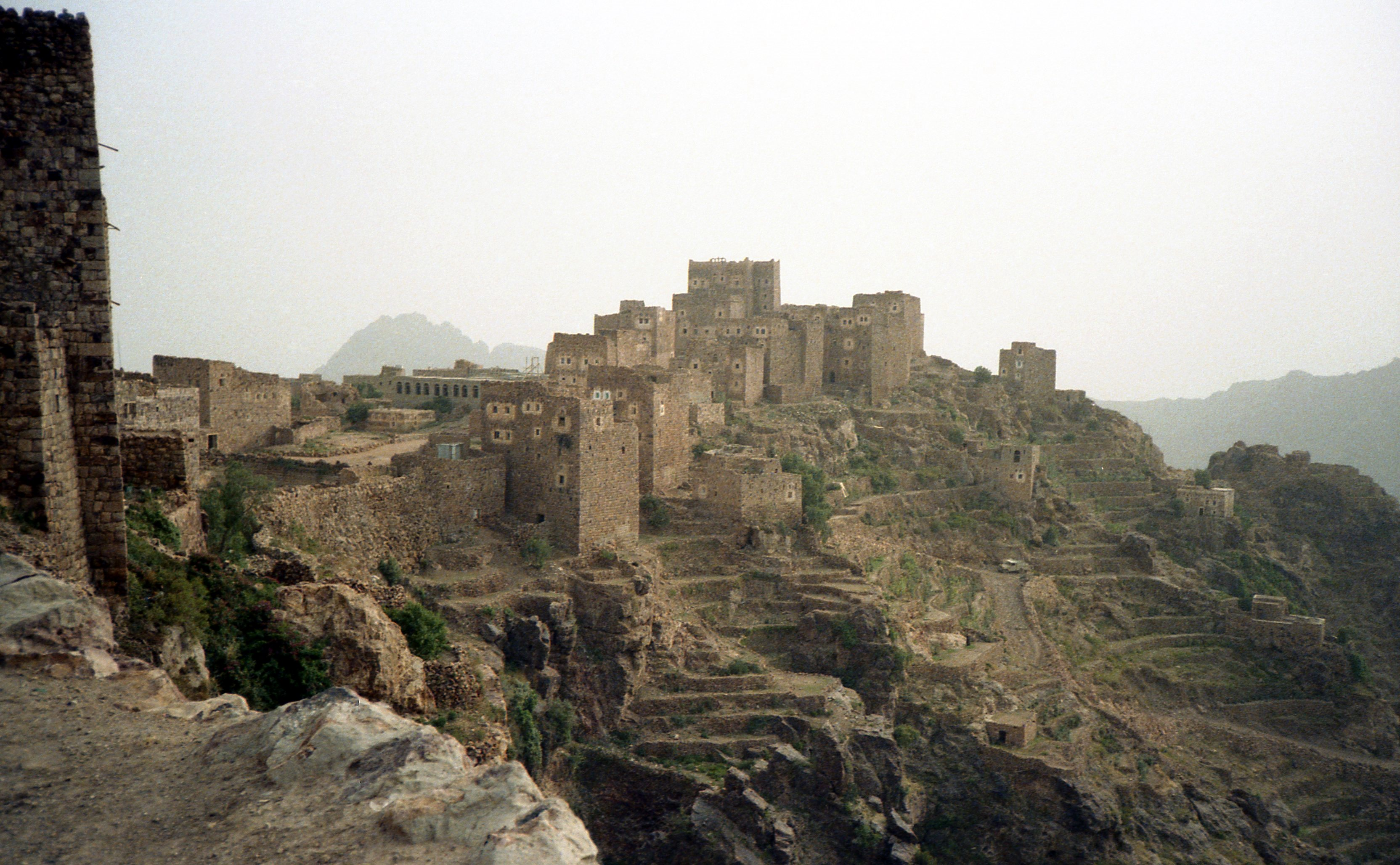
Gouvernorat d'Amran.

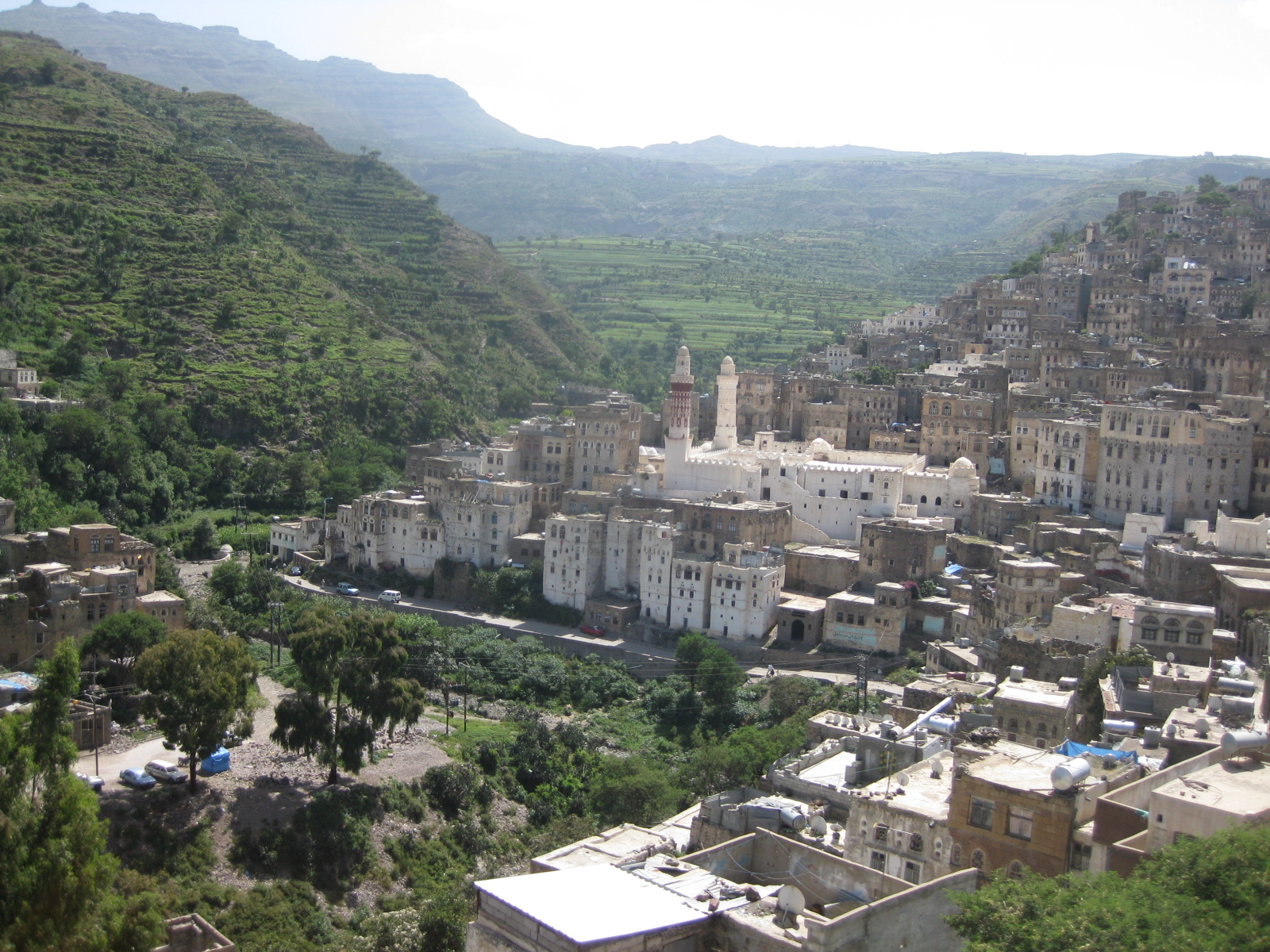
Gouvernorat d'Ibb.

Depuis février 2004, le Yémen est divisé en 21 gouvernorats (dits muhafazat en arabe, pluriel de muhafazah au singulier), auxquels s'ajoute une municipalité nommée « Amanat Al-Asemah » qui contient la ville capitale : Sanaa.
| Gouvernorat      | Capitale    | Population 2004 (recensement), | Population 2006 (estimation) | Référence sur la carte |
| ---------------- | ----------- | ------------------------------ | ---------------------------- | ---------------------- |
| Aden             | Aden        | 589 419                        | 634 710                      | 1                      |
| 'Amran           | 'Amran      | 877 786                        | 909 992                      | 2                      |
| Abyan            | Zinjibar    | 433 819                        | 454 535                      | 3                      |
| Ad Dali'         | Ad Dali'    | 470 564                        | 504 533                      | 4                      |
| Al Bayda'        | Al Bayda'   | 577 369                        | 605 303                      | 5                      |
| al-Hodeïda       | Al-Hodeïda  | 2 157 552                      | 2 300 179                    | 6                      |
| Al Jawf          | Al Hazm     | 443 797                        | 465 737                      | 7                      |
| Al-Mahrah        | Al Ghaydah  | 88 594                         | 96 768                       | 8                      |
| Al-Mahwit        | Al Mahwit   | 494 557                        | 523 236                      | 9                      |
| Amanat Al-Asemah | Sanaa       | 1 747 834                      | 1 947 139                    | 10                     |
| Dhamar           | Dhamar      | 1 330 108                      | 1 412 142                    | 11                     |
| Hadhramaout      | Al Moukalla | 1 028 556                      | 1 092 967                    | 12                     |
| Hajjah           | Hajjah      | 1 479 568                      | 1 570 872                    | 13                     |
| Ibb              | Ibb         | 2 131 861                      | 2 238 537                    | 14                     |
| Lahij            | Lahij       | 722 694                        | 761 160                      | 15                     |
| Ma'rib           | Marib       | 238 522                        | 251 668                      | 16                     |
| Raymah           | Al Jabin    | 394 448                        | 418 659                      | 17                     |
| Sa'dah           | Sa'dah      | 695 033                        | 746 957                      | 18                     |
| Sanaa            | Sanaa       | 919 215                        | 957 798                      | 19                     |
| Shabwah          | Ataq        | 470 440                        | 494 638                      | 20                     |
| Ta'izz           | Ta'izz      | 1 121 000                      | 2 513 003                    | 21                     |
| Socotra          | Hadiboh     | 42 842                         | —                            | 22                     |

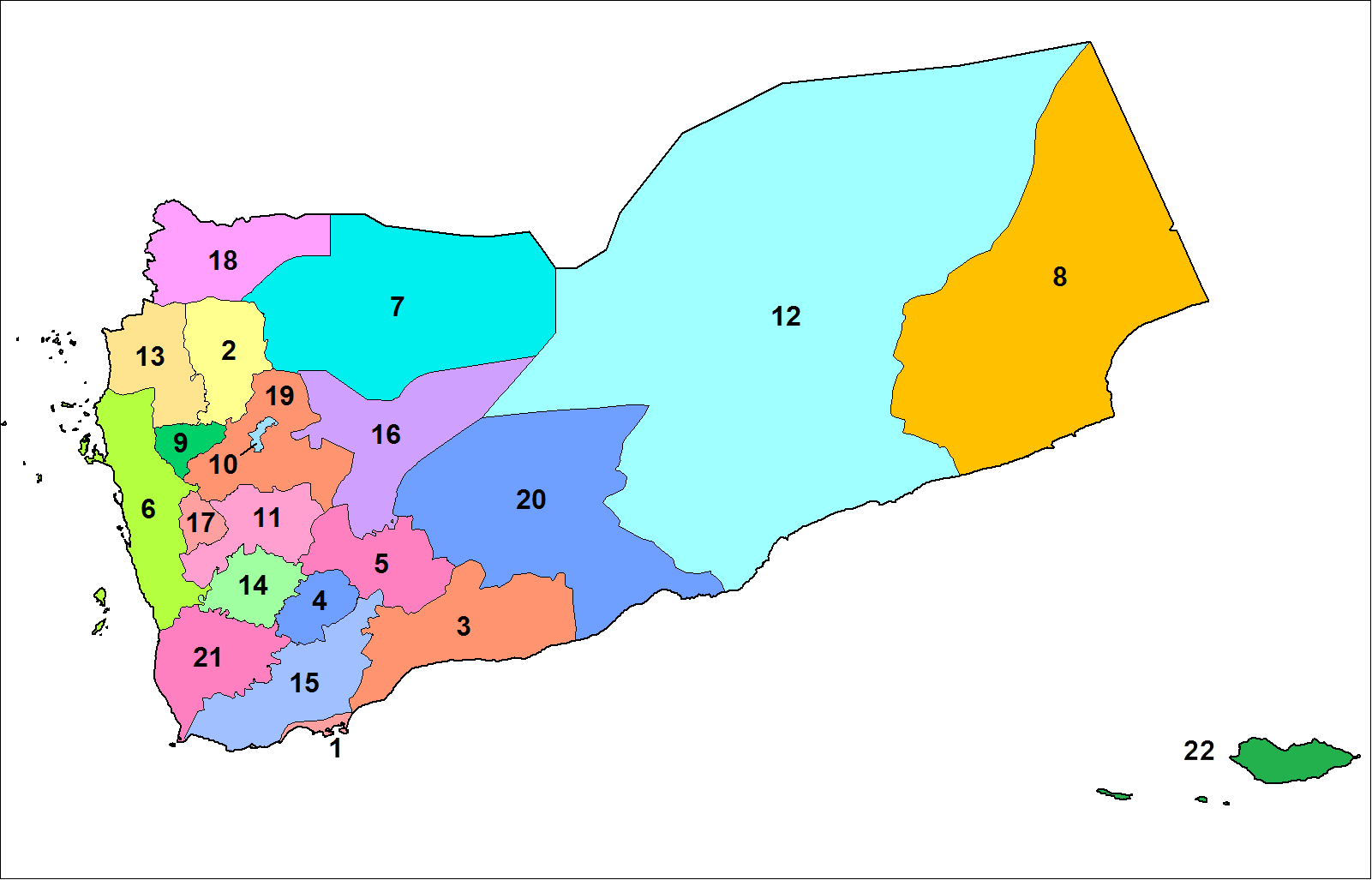
Les gouvernorats du Yémen.

Les gouvernorats se subdivisent en 333 districts (en) (muderiah), représentant 2 210 sous-districts, et 38 284 municipalités ou villages (en 2001).

### Villes principales

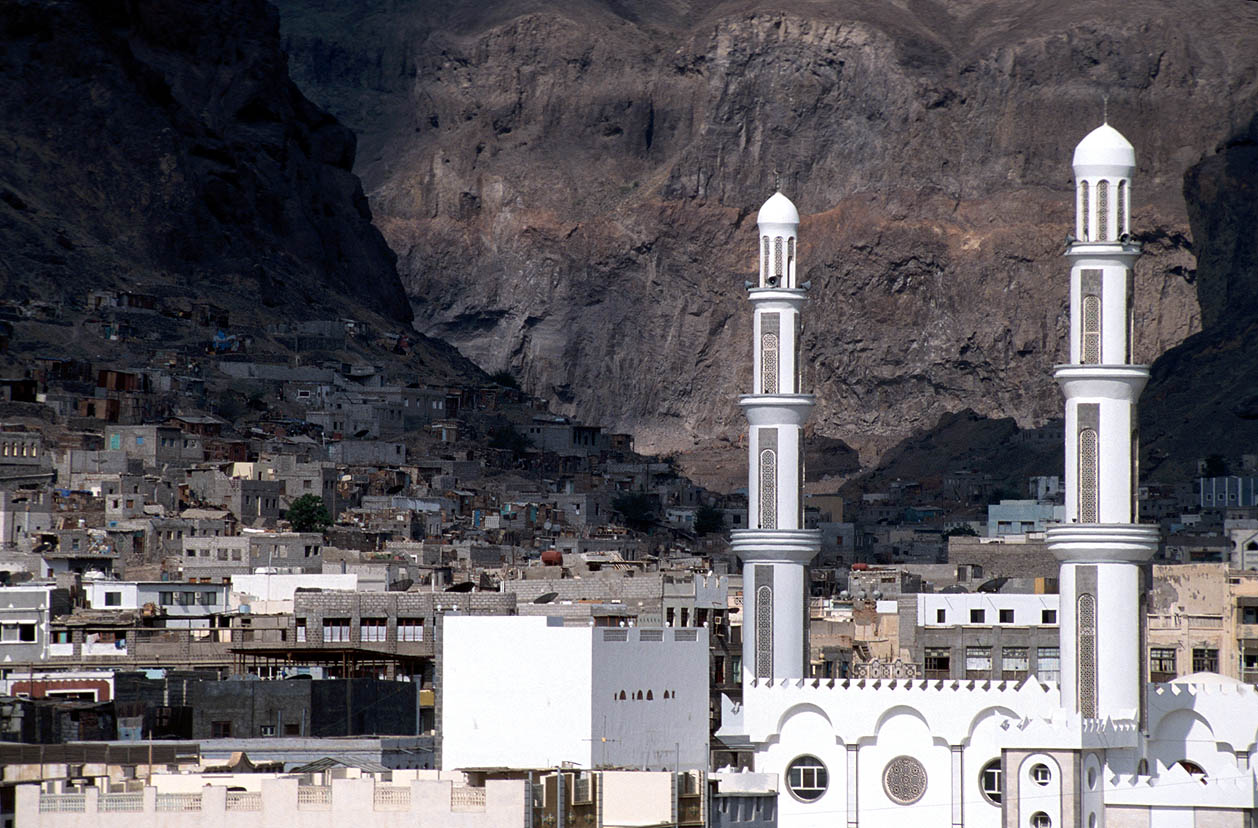
Le port d'Aden, l'une des plus grandes villes du Yémen.

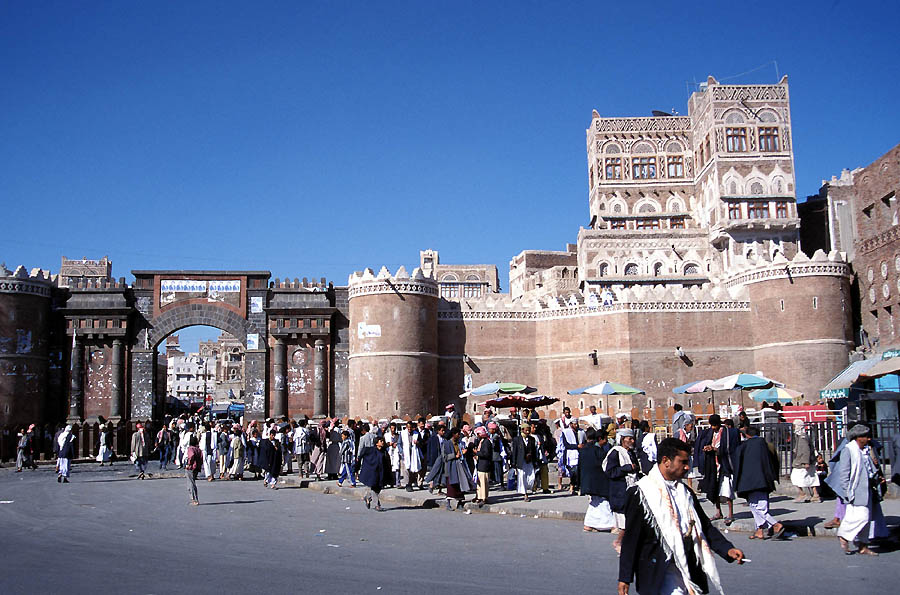
La porte Bab Al Yemen, Sanaa.

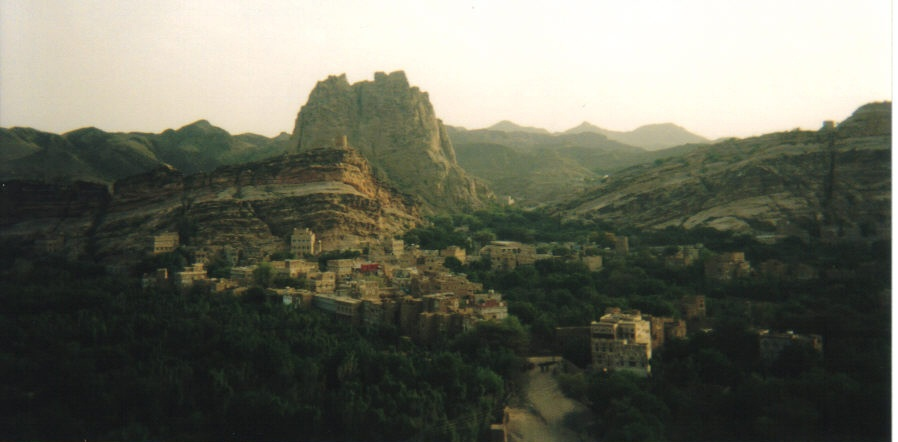
Le Wadi Dahr, vallée qui abrite le Dhar Al Hajjar, dans les environs de Sanaa.

| Ville         | Population 1994 | Population 2004 |
| ------------- | --------------- | --------------- |
| Sanaa         | 954 448         | 2 431 649       |
| Ta'izz        | 317 571         | 596 672         |
| Al-Hodeïda    | 298 452         | 548 433         |
| Aden          | 398 294         | 507 355         |
| Ibb           | 103 312         | 225 611         |
| Dhamar        | 82 920          | 160 114         |
| Al Moukalla   | 122 359         | 144 137         |
| Zinjibar      | 50 346          | 70 801          |
| Say'un        | 58 383          | 69 993          |
| Ash Shihr     | 48 577          | 68 313          |
| Sa'dah        | 27 621          | 60 487          |
| Zabid         | 44 239          | 50 781          |
| Hajjah        | 24 645          | 46 568          |
| Bajil         | 48 561          | 46 005          |
| Dhi as Sufal  | 31 963          | 44 949          |
| Rida`         | 39 227          | 44 755          |
| Bait al Faqih | 28 773          | 41 652          |
| Al Marawi`ah  | 30 504          | 39 911          |

## Économie

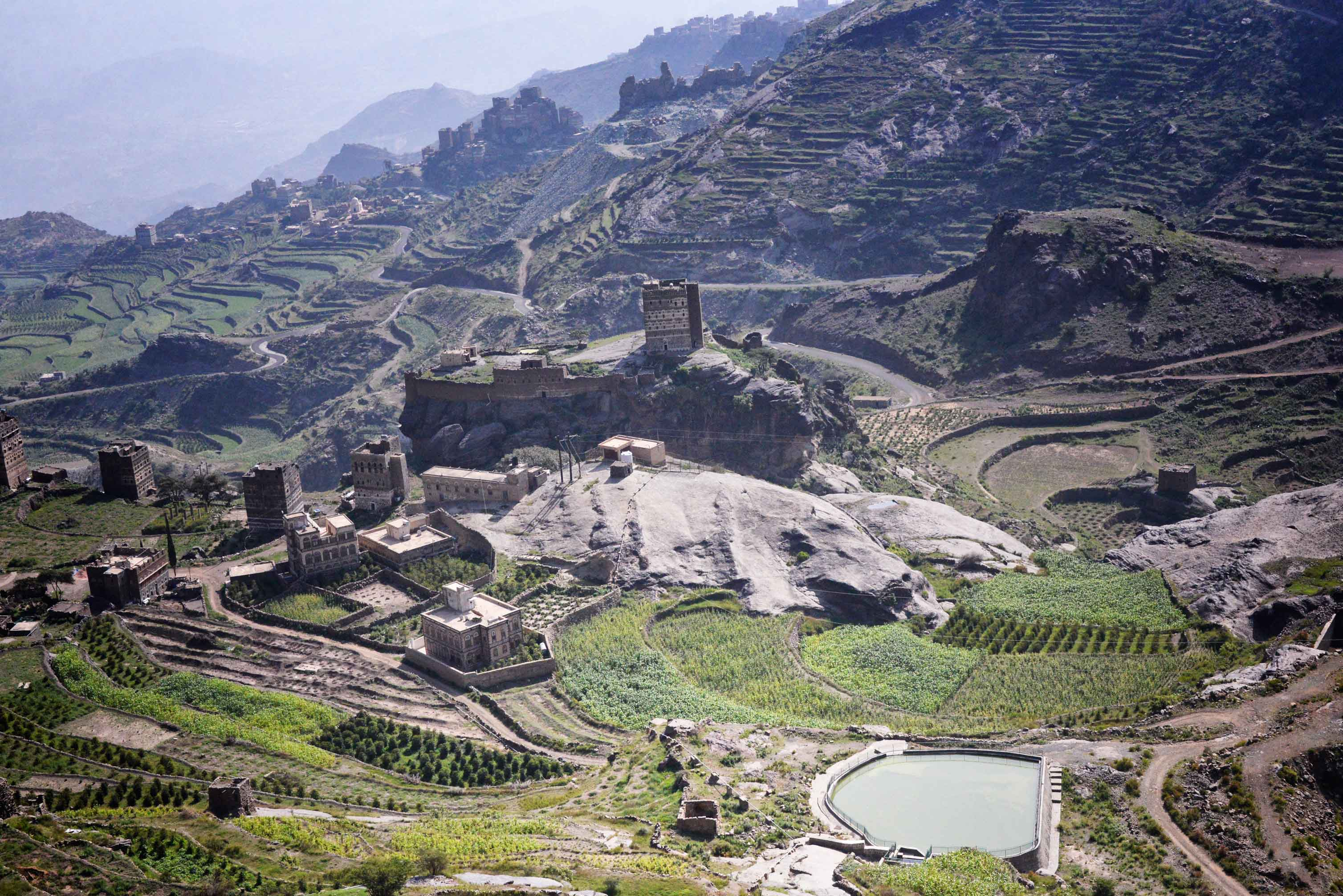
Cultures en terrasse.

Le Yémen figure parmi les pays les plus pauvres du monde. Lourdement endetté et sous-développé, son économie dépend fortement de l'aide internationale et d'activités traditionnelles couplées à une faible industrie pétrolière. Le pays fait partie de l'Organisation mondiale du commerce depuis le 26 juin 2014, mais souffre de problèmes structurels persistants.
L'agriculture représente une partie importante de l'activité économique. La distribution des terres est très inégale : sur 1,2 million de propriétaires terriens, 58 % détiennent 8 % des terres cultivables, tandis que 7 % des propriétaires contrôlent 56 % des terres.
En 2022, le Yémen est classé en 128e position pour l'indice mondial de l'innovation.

### Crise de l'eau
Le Yémen connaît une grave crise de l’eau, la quantité d’eau renouvelable annuelle per capita n'étant que de 72 m3, un niveau très en deçà du seuil limite de rareté de 500 m3, selon l’indicateur international Falkenmark. L’accroissement démographique, le changement climatique et une politique agricole inadaptée depuis les années 1990 ont accentué la crise. Certaines des régions les plus peuplées, comme les bassins de Sanaa et de Sa'dah connaissent ainsi une baisse considérable des niveaux des nappes phréatiques. Des villages ont été abandonnés à cause de l’épuisement complet de leurs nappes.

## Démographie

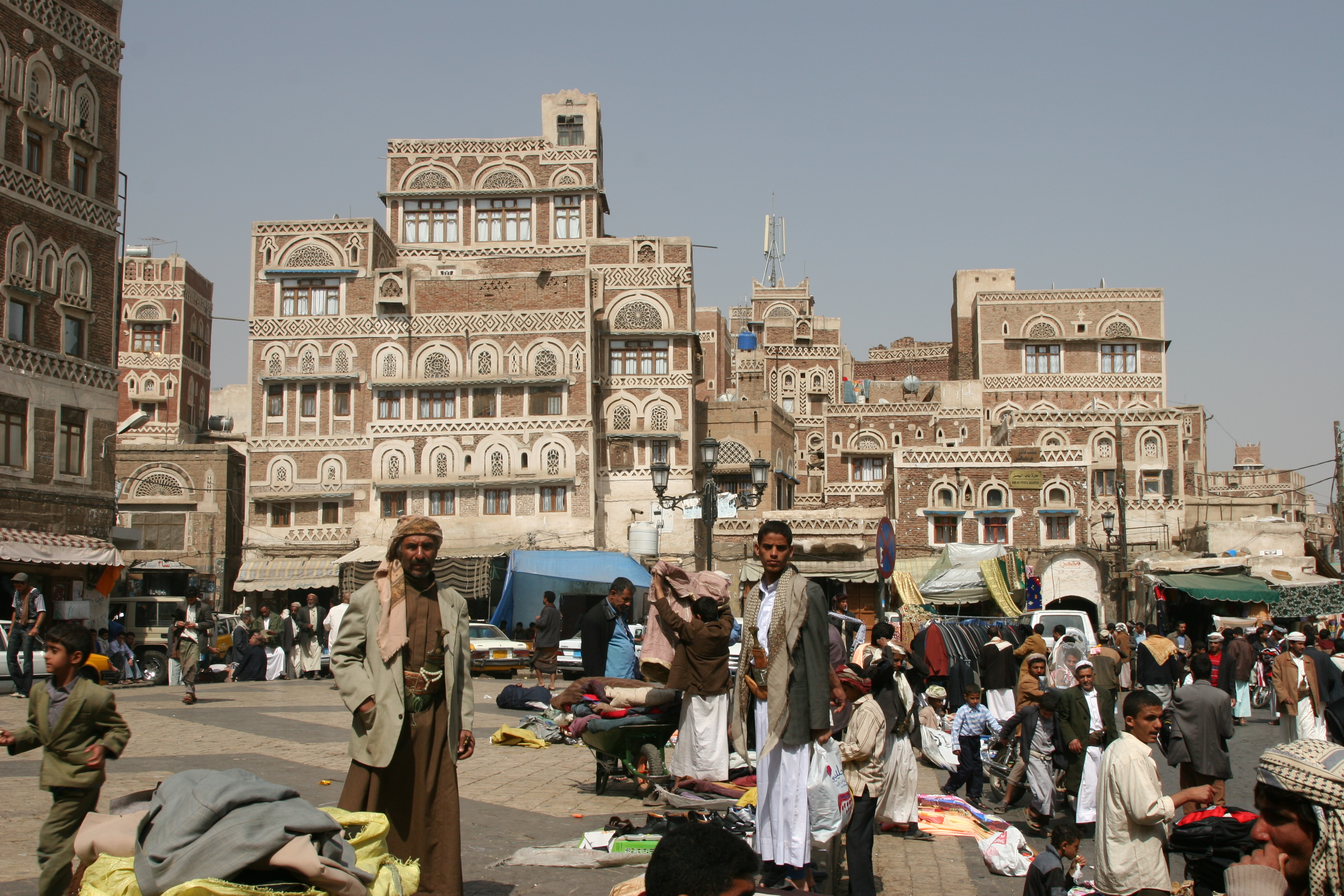
Sanaa.

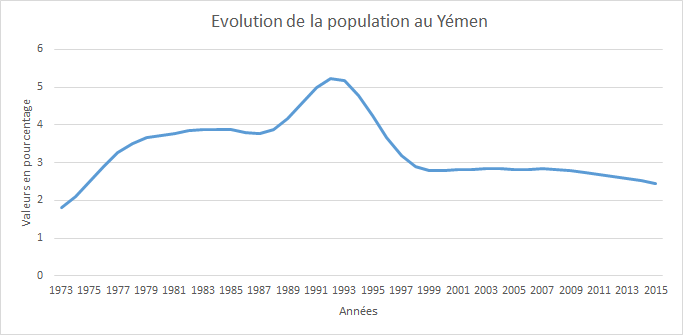
Taux de croissance démographique (%) entre 1973 et 2015.

La population du Yémen est de 27 584 213 habitants en 2015. Le taux de fécondité est de 4,16 enfants par femme en 2014. L'espérance de vie à la naissance est de 65,87 ans pour les femmes, et de 61,7 ans pour les hommes. L'incidence du VIH est faible, et la mortalité infantile est de 33,8 pour 1 000 naissances. La population croît à un taux proche de 3 % par an.

### Religion

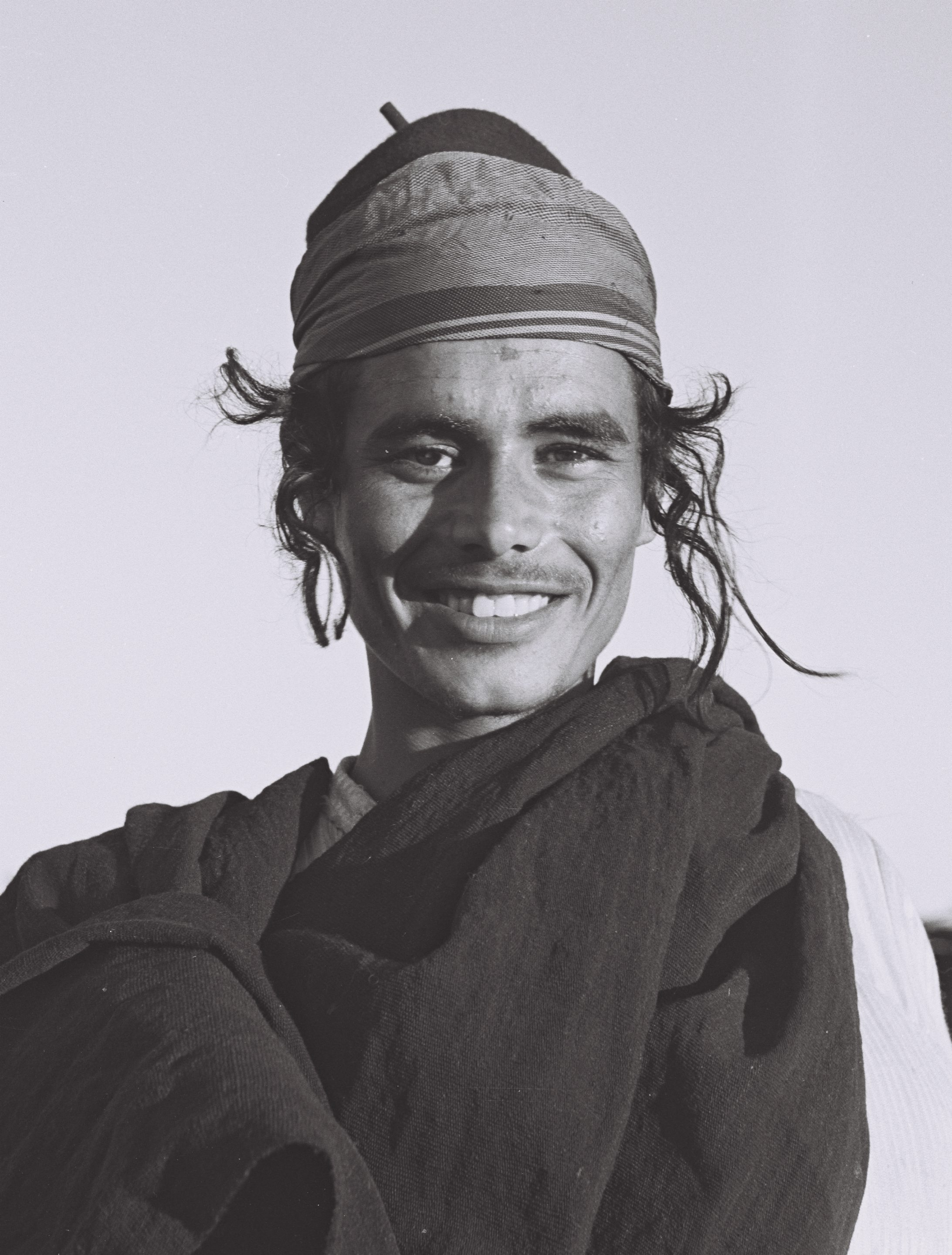
Jeune Yéménite immigrant en Israël, 1949

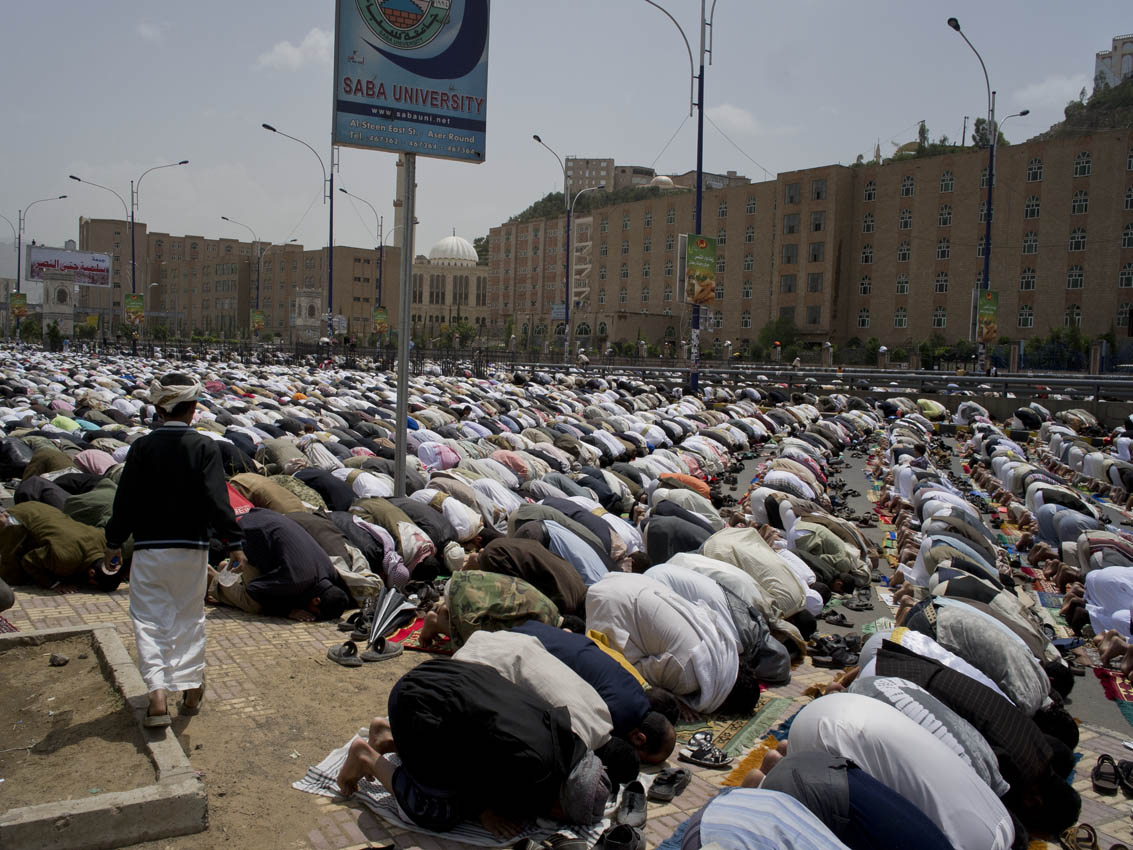
Sanaa.

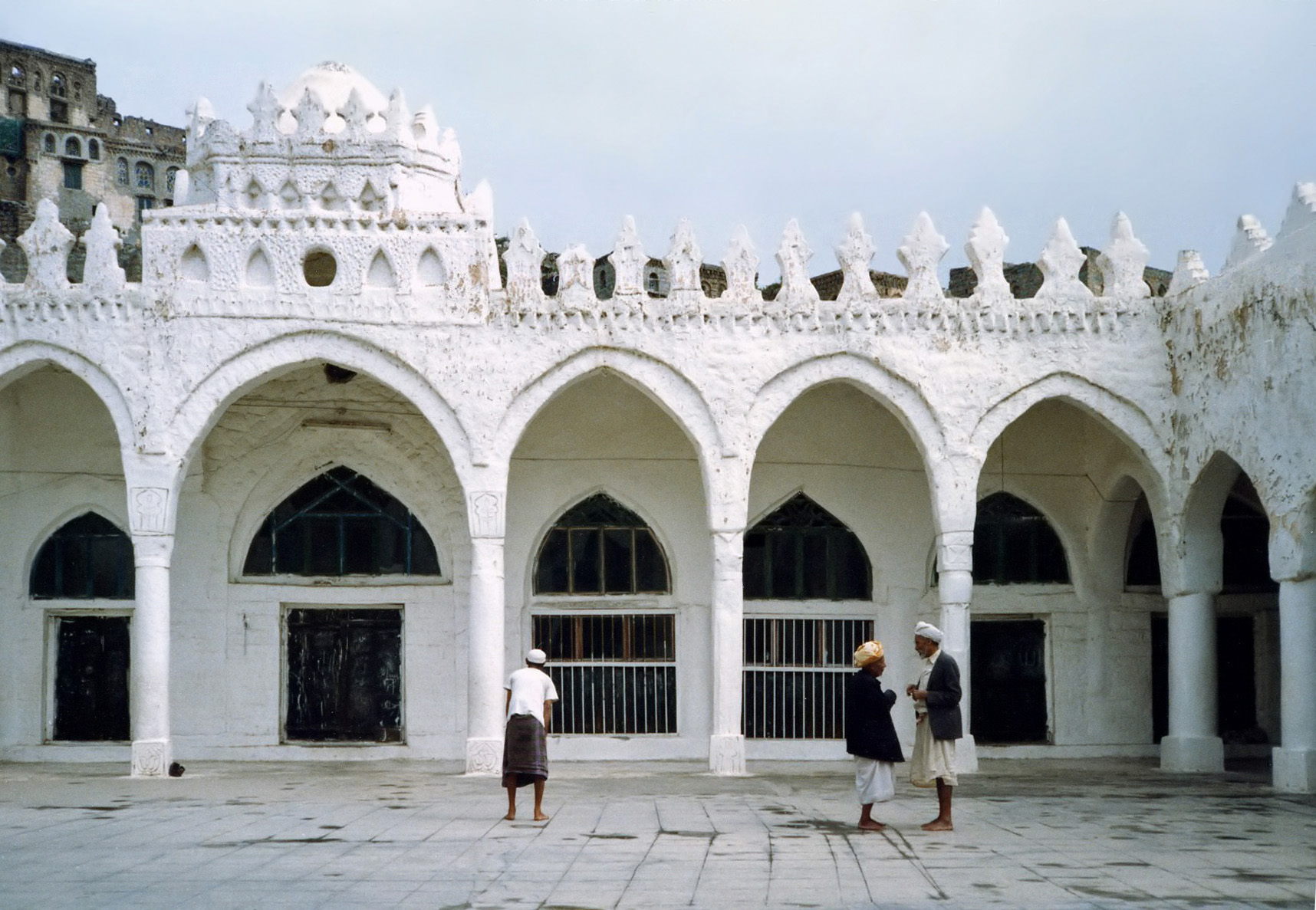
Mosquée de Jibla.

Les Yéménites de souche sont majoritairement musulmans : ils se répartissent entre 60 % et 75 % de sunnites de rite chaféite et 25 % à 40 % de chiites zaïdites. Globalement, les musulmans yéménites sont donc sunnites à 55 % et chiites à 45 %. Les chiites sont principalement zaydites et peu ismaélites. Le Nord est à 55 % chiite et à 45 % sunnite.
Il existe toutefois une minorité juive (environ une cinquantaine d'individus) alors que longtemps a existé une forte communauté juive au Yémen, mais elle a émigré en masse peu après la création d'Israël et les émeutes dont elle était victime, en 1948, durant l'opération Tapis volant. En 2015, il restait moins de 100 Juifs au Yémen (entre 50 et 84 individus), et qui vivent tous à Sanaa : ils se considèrent comme Yéménites, fiers de leur histoire, et refusent de s'installer en Israël, où toutefois ils ont des liens avec des Juifs Yéménites expatriés entre 1947 et 1988.
Les hindous et les chrétiens vivent surtout aux alentours d'Aden, au sud du Yémen, avec des effectifs en forte diminution depuis 1994.

### Éducation
Le Yémen se classe 183e sur 191 à l'indice de développement humain de l'ONU en 2021. Les dépenses de l'État pour l'éducation s'élèvent à 5,2 % du PIB en 2008. L'éducation des garçons dure plus longtemps que celle des filles et l'analphabétisme des femmes est très élevé.
En 2019, deux millions d'enfants ne sont pas scolarisés, notamment à cause de la guerre. En outre, les salaires des enseignants ne sont plus versés depuis plus de deux ans, et 20 % des écoles ne peuvent plus être utilisées.

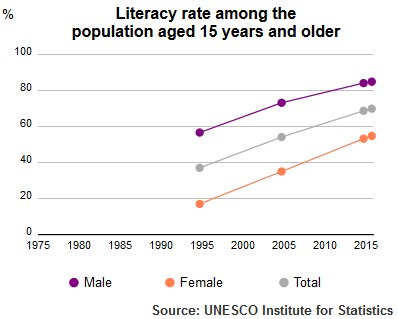
ISU alphabétisation des adultes au Yémen de 1995 à 2015.

## Culture

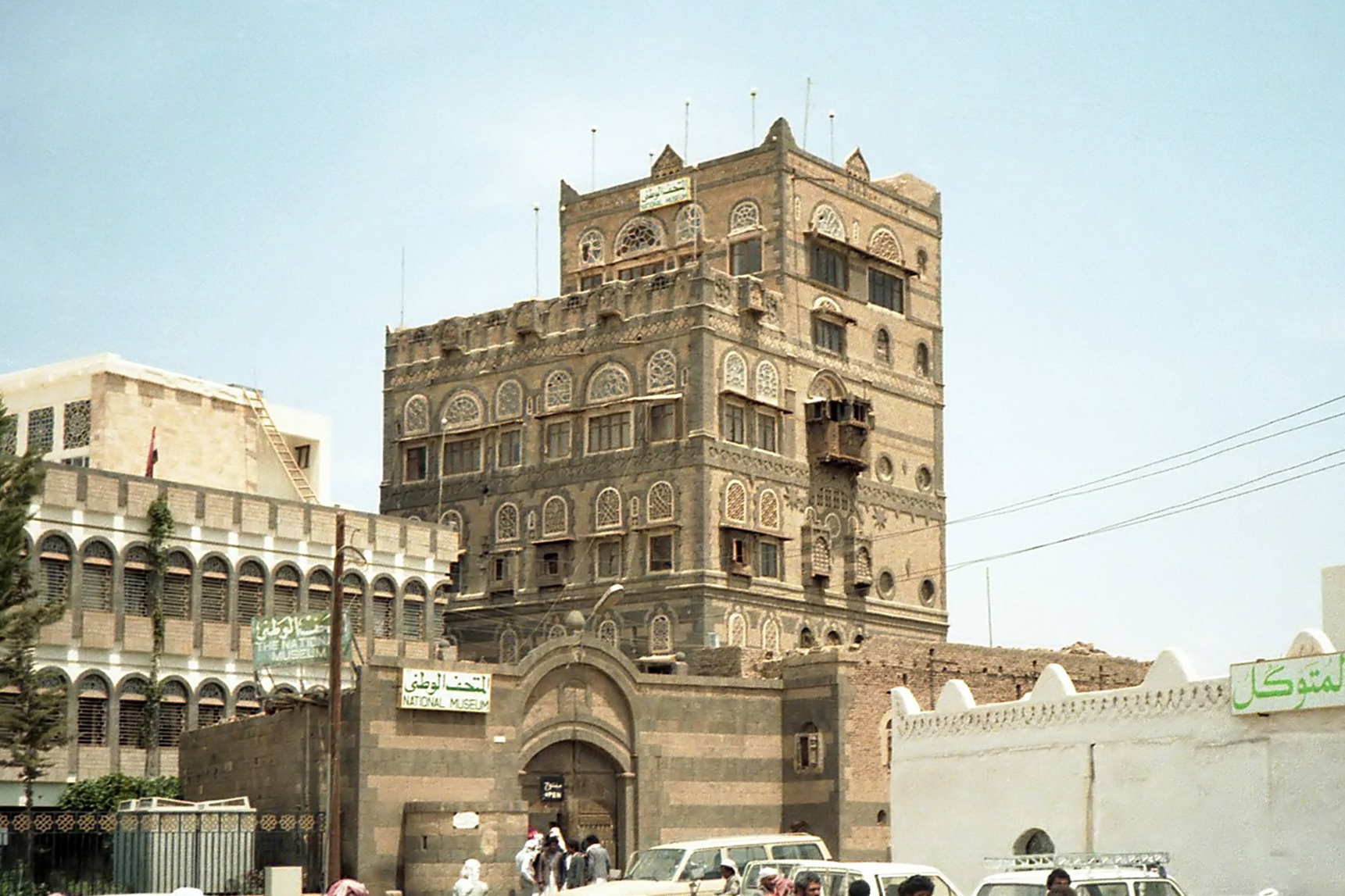
Le Musée National à Sanaa.